# Balsorano
Balsorano é uma comuna italiana da região dos Abruzos, província de Áquila, com cerca de 3.705 habitantes. Estende-se por uma área de 57 km², tendo uma densidade populacional de 63,9 hab/km². Faz fronteira com Collelongo, Pescosolido (FR), San Vincenzo Valle Roveto, Sora (FR), Veroli (FR), Villavallelonga.

## Demografia
| Variação demográfica do município entre 1861 e 2011                               |
|                                                                                   |
| Fonte: Istituto Nazionale di Statistica (ISTAT) - Elaboração gráfica da Wikipedia |